# Apa, vigyél a csúcsra! (Family Guy)
Az Apa, vigyél a csúcsra! (angolul Let's Go to the Hop, további ismert magyar címe: Irány a Breki) a Family Guy második évadjának a tizennegyedik része. Összességében ez a huszonegyedik rész. Az epizódot először az amerikai FOX csatorna mutatott be 1999. június 6-án, egy héttel a tizenharmadik epizód után. Magyarországon a Comedy Central mutatta be 2008. november 3-án.
|  | Alább a cselekmény részletei következnek! |

## Cselekmény
Rhode Island felett kolumbiai kartell repülőgép viharba keveredik, és lezuhan. Az összetört gép csomagteréből békák ugrálnak ki, amelyekről hamarosan kiderül, hogy bőrüket megnyalva pszichodelikus hatást fejtenek ki. A békák a helyi iskolások kezébe kerülnek, és sokan drogfüggővé vállnak. Lois és Peter is értesül a híradóból, hogy a békanyalogatás gondot okoz az iskolában. Mikor Lois egy békát talál Chris zsebében, meggyanúsítja őt, de kiderül, hogy Meg rejtette el a békát, hogy megvédje Connie-t a lebukástól. Mindezt abban a reményben tette, hogy Connie beszél egy helyes sráccal, hogy kísérje el Meget a bankettre. Peter visszaemlékszik, milyen izgatott volt, amikor iskolás korában elhívta Phoebe Diamondot randira. Lois és Péter úgy döntenek, hogy tenniük kell valamit, hogy megvédjék a gyereküket a drog problémától. Másnap Peter beszél is Meg iskolaigazgatójával, és másnap mint egy új diák, „Lando Griffin” néven érkezik meg az iskolába, akinek semmi köze sincs Meghez.
Peternek (mint Lando) rövid idő alatt sikerül nagy népszerűségre szert tenni, és meggyőzni James Wood iskola tanulóit, hogy a békák nyalogatása nem jó dolog. Meg, meglátva a lehetőséget, elmondja a menő srácoknak, hogy Lando őt hívta el a bankettra, így azonnal megnő Meg népszerűsége. Peter szemmel láthatóén élvezi a gimis létet, sőt végül úgy dönt, hogy Meg helyett a legnépszerűbb lánnyal, Connie D'Amico-val megy el a bankettre. Meg ettől teljesen maga alatt lesz.
Lois nem érti Peter abszurd viselkedését, amíg Brian el nem magyarázza, hogy egyszerűen helyettesítette az ő idejében legjobb lányt, Phoebe Diamondot Connie-val, és rávetítette az érzelmeit. Lois ismét megtiltja, hogy Peter elmenjen a bankettre, de ő mégis kilopózik az ablakon. Lois bátorítja Meget, hogy menjen el egyedül is. Amikor Petert (mint Lando) és Connie-t épp megkoronázni készülnek, mint a bankett bálkirálya és bálkirálynője, Peter megragadja az alkalmat, hogy elmondja a többieknek, hogy első választottja igazából Meg volt. Ezek után Meg megkapja azt a figyelmet, amire mindig is vágyott. Lando ekkor motorra pattan és elhajt a halálkanyarhoz. Másnap a rendőrségi jelentések szerint Lando „kiegyenesítette” a halálkanyart, de a holttestét nem találták meg, a rendőrség meg jobbnak találta nem kérdezősködni. Meg népszerű lett az iskolában, az évkönyvet pedig Lando emlékének szentelték. Az epizód a Simple Minds Don't You (Forget About Me) (magyarul: Ne feledkezz meg rólam) című számával ér véget.

## Külső hivatkozások
- Apa, vigyél a csúcsra! az Internet Movie Database-ben (angolul)
- Apa, vigyél a csúcsra! a Rotten Tomatoeson (angolul)
- Apa, vigyél a csúcsra! a Box Office Mojón (angolul)